# 甲斐国
甲斐国（かいのくに）は、かつて日本の地方行政区分だった令制国の一つ。東海道に属し、現在の山梨県に相当する。

## 「甲斐」の名称と由来
7世紀に成立した。律令制下では東海道に属し、駿河国から甲斐国に通じる支線があった。国名の語源は不明であるが、本居宣長は『古事記伝』において、甲斐国出身の門弟で後に甲斐地誌『甲斐名勝志』を著している萩原元克の説に従い、山の峡（カヒ＝間）、つまり山々間に由来するという説をあげている。
近代には橋本進吉が『上代特殊仮名遣』において峡説を否定したことから新たな解釈が求められ、近年は平川南が古代甲斐国が官道である東海道と東山道の連結的に位置することから、行政・交通上の「交ひ」であったことに由来するという新説を提唱している。

## 歴史
日本列島における東西の政権にとって最前線と位置付けられることが多い。考古学的には4世紀後半に甲府盆地南縁に東海地方経由で畿内色の影響を受けた甲斐国造墓と見られる甲斐銚子塚古墳を代表とする大型古墳が立地しており、中央のヤマト王権の東国における進出拠点になっている。古代には支配の中心地が盆地東部の東郡地域へ移る。神護景雲2年（762年）に全国から9人の善行の人が選ばれ孝養を受賞理由にして税を免ぜられた者の中に八代郡の小谷直五百依の名が見られる。

### 平安時代
平安時代には出土文字資料にも甲斐国名が出現し、甲府市横根町の大坪遺跡では「甲斐国山梨郡表門」、南アルプス市百々（旧中巨摩郡白根町）の百々遺跡では「甲斐」の墨書土器が出土している。平安後期には甲斐源氏が盆地各地へ進出する。中世には京都と関東（鎌倉）の中間に位置することからそれぞれの防衛拠点として位置付けられた。

### 室町時代
室町時代には鎌倉府の影響下にあったが、上杉禅秀の乱を契機に守護武田氏が没落し、争乱状態となる。

### 戦国時代
戦国時代には武田氏が国人勢力を征圧して戦国大名化し、信虎・晴信（信玄）・勝頼の三代期には拡大領国における本国となり、信虎期に開創された甲府が城下町として整備され、政治的・経済的中心地となる。

### 安土桃山時代
織田・徳川勢力による武田氏滅亡後は領主変遷が激しく、織田信長の家臣河尻秀隆らによる一時的な統治、信長が横死した本能寺の変後の政治的空白では徳川氏・北条氏が武田遺領を巡り天正壬午の乱が発生する。豊臣政権時代には関東8か国を領した徳川家康に備えた最前線となり、羽柴・加藤・浅野氏など豊臣系大名が配置された。

### 江戸時代
江戸時代には東海道や中山道とともに甲州街道が整備された。そして甲斐は江戸幕府の政治的・経済的中心地である江戸防衛の戦略正面と位置付けられ、甲府藩が成立し徳川一族や譜代大名による統治が行われた。享保年間には幕府直轄領化され甲府町方は甲府勤番による支配、在方は三分代官支配となり、幕末に至った。

### 近世以降の沿革
- 「旧高旧領取調帳」の記載によると、明治初年時点では国内の全域が幕府領であった。管轄は以下の通り。（773村・311,097石余）
  - 山梨郡（146村・78,992石余） - 甲府町奉行、甲府代官所、市川代官所、石和代官所、田安徳川家領
  - 八代郡（183村・68,014石余） - 市川代官所、石和代官所、田安徳川家領
  - 巨摩郡（337村・142,620石余） - 甲府代官所、市川代官所、田安徳川家領
  - 都留郡（107村・21,470石余） - 石和代官所
- 慶応4年
  - 5月 - 甲府町奉行が廃止され、甲府総町は甲府町差配の管轄となる。
  - 5月24日（1868年7月13日） - 田安徳川家が立藩して田安藩となる。
  - 9月4日（1868年10月19日） - 甲府代官所・石和代官所・市川代官所の管轄地がそれぞれ府中県・石和県・市川県の管轄となる。
  - 10月28日（1868年12月11日） - 田安藩領を除く全域が甲斐府の管轄となる。
- 明治2年
  - 7月20日（1869年8月27日） - 甲斐府が甲府県に改称。
  - 12月26日（1870年1月27日） - 田安藩が廃藩となり、翌年にかけて領地が甲府県の管轄となる。
- 明治3年11月20日（1871年1月10日） - 甲府県が山梨県に改称。

## 国内の施設

### 国府

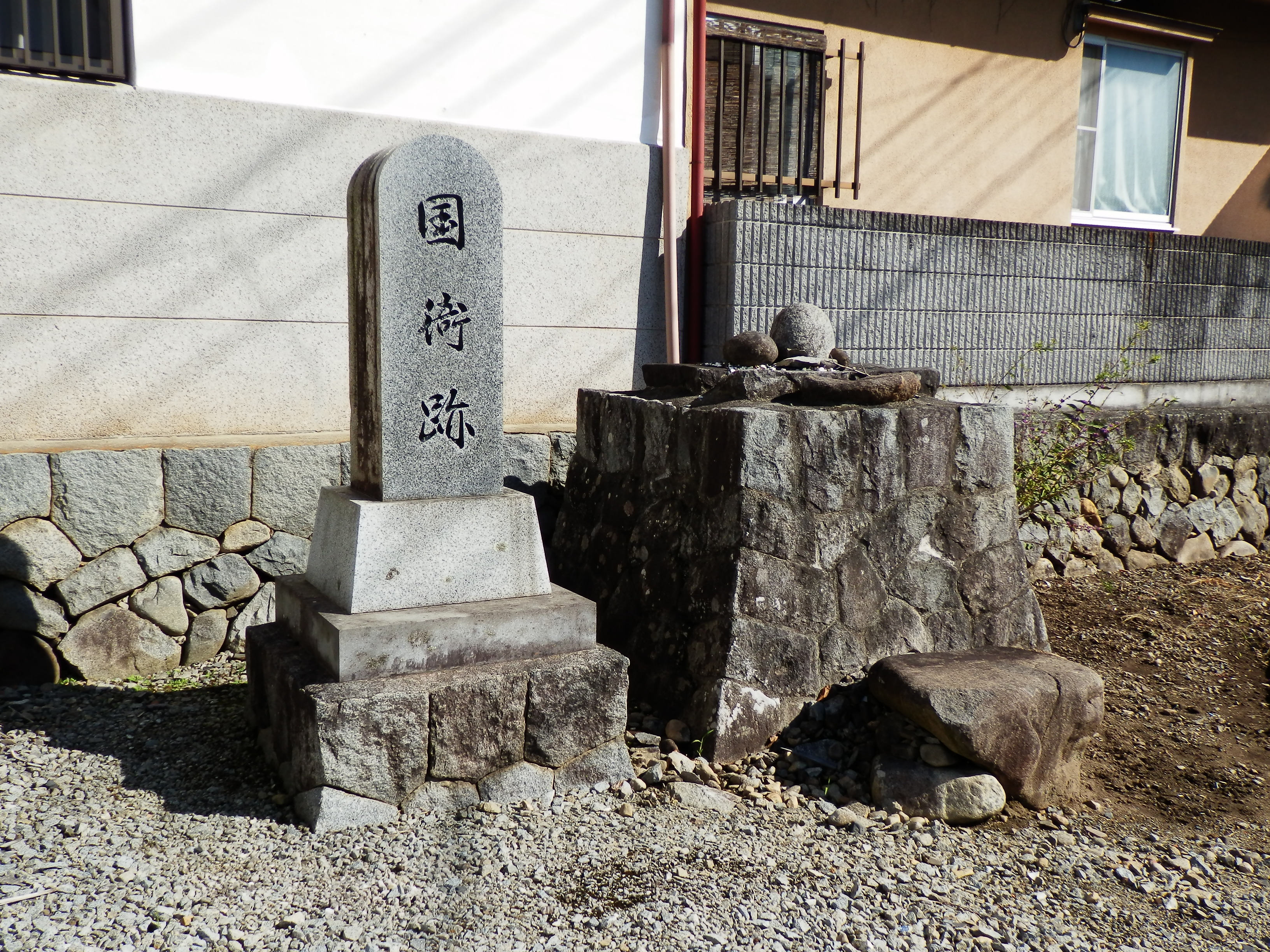
後期国府推定地に建つ石碑と道祖神
（笛吹市御坂町国衙、）

甲斐国の国府は、『和名類聚抄』には「国衙在八代郡（やつしろ）」とあり、同書の成立した平安時代の後期国府は笛吹市御坂町国衙付近に比定されている。『拾芥抄』では「山代郡（やましろ：八代郡のこと）、府」と記載がある。
一方、山梨郡域にあたる笛吹市春日居町国府（こう、旧東八代郡岡部村）には古代寺院の寺本廃寺があり、付近には正東西南北の条理制地割が認められることなどから初期国府の所在地であったと考えられている。そして江戸時代の萩原元克『甲斐名勝志』以来、笛吹市春日居町国府から御坂町国衙へ移転する二転説が提唱されており、1967年には木下良が方六町の国府域を想定している。
初期国府から後期国府への移転はおおむね支持されているが、国府は国分二寺と同じ郡域に設置される例が多いことから、広瀬広一、上野晴朗らの提唱した甲斐国分寺・国分尼寺のある笛吹市一宮町国分・東原付近を中間国府に設定する三転説がある。
しかしながら、考古学的には現在に至るまで確証のある官衙施設の発掘には至っておらず、坂本美夫は春日居町初期国府を山梨郡家である可能性を指摘している。

### 国分寺・国分尼寺
- 甲斐国分寺跡 （笛吹市一宮町国分、北緯35度38分17.44秒 東経138度41分00.83秒 / 北緯35.6381778度 東経138.6835639度）

国の史跡。南西に後継の護国山国分寺（笛吹市一宮町国分、北緯35度38分11.36秒 東経138度40分52.58秒 / 北緯35.6364889度 東経138.6812722度）が所在。
- 甲斐国分尼寺跡 （笛吹市一宮町東原、北緯35度38分35.54秒 東経138度41分01.73秒 / 北緯35.6432056度 東経138.6838139度）

国の史跡。後継はない。

### 神社

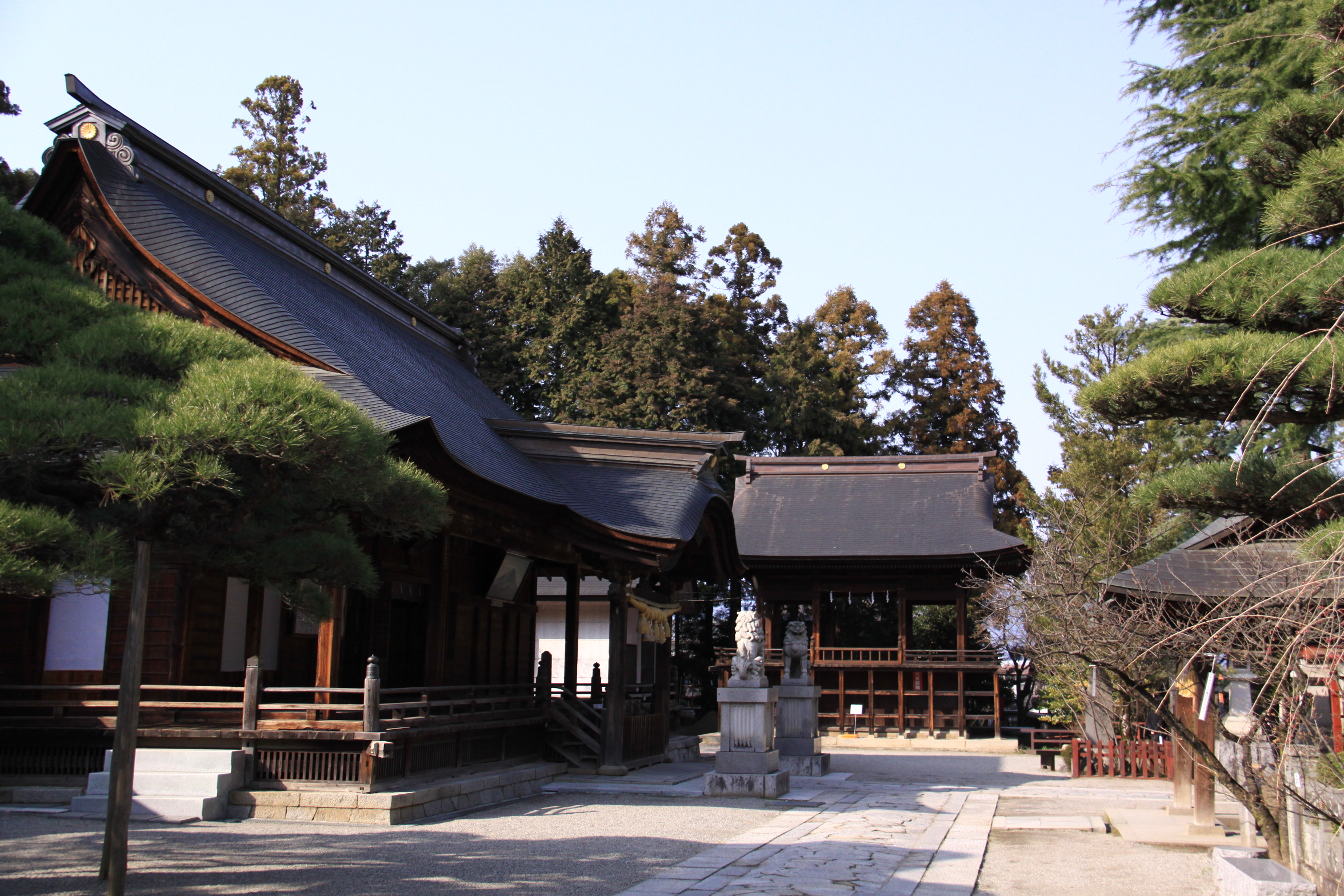
笛吹市の浅間神社

延喜式内社
『延喜式神名帳』には、大社1座1社・小19座19社の計20座20社が記載されている（甲斐国の式内社一覧参照）。大社1社は以下に示すもので、名神大社である。
- 八代郡 浅間神社 - 以下3論社がある
  - 浅間神社 （笛吹市、北緯35度38分51.93秒 東経138度41分50.79秒 / 北緯35.6477583度 東経138.6974417度）
  - 河口浅間神社 （南都留郡富士河口湖町、北緯35度31分51.84秒 東経138度46分29.87秒 / 北緯35.5310667度 東経138.7749639度）
  - 一宮浅間神社 （西八代郡市川三郷町） - 参考地

総社・一宮以下
- 総社
  - 甲斐奈神社 （笛吹市春日居町国府、北緯35度39分39.65秒 東経138度39分03.69秒 / 北緯35.6610139度 東経138.6510250度） - 四宮に同じ。元々の総社か
  - 甲斐奈神社 （笛吹市一宮町橋立、北緯35度38分50.33秒 東経138度40分45.71秒 / 北緯35.6473139度 東経138.6793639度） - 元々の総社か
  - 府中八幡宮 （甲府市、北緯35度40分28.92秒 東経138度34分32.04秒 / 北緯35.6747000度 東経138.5755667度） - 武田氏が創建し、機能が移された
- 一宮：浅間神社 （笛吹市） - 但し直接示す史料は中世にはなく、初見は天文20年（1551年）の史料になる
- 二宮：美和神社 （笛吹市御坂町、北緯35度37分47.51秒 東経138度39分11.73秒 / 北緯35.6298639度 東経138.6532583度）
- 三宮：玉諸神社 （甲府市、北緯35度39分10.35秒 東経138度35分54.19秒 / 北緯35.6528750度 東経138.5983861度）
- 四宮：甲斐奈神社 （笛吹市春日居町国府） - 総社論社に同じ

### 守護所
未詳だが、鎌倉末期以降は石和にあったと推定される。現在の甲府市が甲斐の政治的中心になったのは、永正16年（1519年）に武田信虎が躑躅ヶ崎館を建造してからである。

## 地域

### 郡
甲府盆地の国中地方
- 山梨郡
- 八代郡
- 巨摩郡

東部の郡内地方
- 都留郡

管郷は『和名抄』によれば山梨郡に10郷、八代郡に5郷、巨摩郡に9郷の計31郷が存在したという。
東国において国郡制の整備は大化の改新の孝徳朝から7世紀後半代までに行われたと考えられている。甲斐国では甲斐国造が唯一の国造として知られているが、考古学的には6世紀後半代に加牟那塚古墳を盟主とする盆地北西部勢力と姥塚古墳を盟主とする盆地東部の八代勢力が対峙し、7世紀代には新興勢力として盆地北縁に春日居古墳群を築き寺本廃寺などを築いた勢力が出現し、三者の分布する地域がそれぞれ巨麻郡、八代郡、山梨郡に相当することから、古代甲斐では国造に次ぐ有力豪族が立評に携わっていたと考えられている。
国衙所在地である山梨・八代両郡は古代甲斐国における政治的中心地で、巨摩郡は渡来人勢力が携わった立郡事情が想定されている。都留郡は東部を武蔵国・相模国と接し、相武国造の支配領域であったが7世紀に甲斐国が東海道に再編され、官道が整備される都留郡は甲斐へ編入されたと考えられている。都留郡は武蔵・相模と国境争論があり郡域の変動が考えられており、信濃国と接する巨麻郡も郡域の変動が考えられている。

## 人物

### 国司

#### 奈良時代
奈良時代の甲斐国司は13名が確認され、『続日本紀』天平3年（731年）12月21日条の田辺史広足に関する記事を初見とする。以下、国司不明期間を含み断続的に甲斐国司に関する記事が散見され、天平宝字5年10月1日に任官した山口忌沙弥麻呂以降は最後の橘朝臣安麻呂まで連続的に国司名が確認されている。
- 田辺史広足（天平3年12月21日補任（以下補任日、『続日本紀』）

甲斐国司に関する初見史料は『続日本紀』天平3年（731年）12月21日条の瑞祥記事で、同年2月に甲斐国の黒色で髪と尾の白い神馬が出現し、国司である田辺史広足（たなべのふひとひろたり）がこれを朝廷に貢献し、朝廷では神馬出現の瑞祥により詔を発し、全国的な大赦や販給を行ったという。国司の田辺や馬を捕獲した者への位三進、甲斐国の当年の庸や神馬が出現した郡の調免除、馬を捕獲した者や国司・史生への褒賞が行われたという。『続日本紀』では正六位上より官位の低いものの事蹟が記録されておらず、前任者の存在は不詳。
甲斐守への任官時期は不明であるが、広足は天平3年正月27日に正六位上から外従五位下に加階されており、同年12月には神馬貢献が行われていることから、甲斐守任官は同年5月から11月前後のことであると考えられている。甲斐国では古代に三御牧が設置され朝廷への貢馬が行われており、黒毛の馬は甲斐の黒駒伝承に基づくものであると考えられることから、甲斐で出現した「神馬は野生馬ではなく牧で産出された黒毛馬で、牧を管轄する在地国司が新任の広足に黒毛馬を貢進し広足の政治的意志で朝廷に貢献された、また広足の甲斐守任官も甲斐の馬匹生産を期待した政治的意志が存在していたと考えられている。
田辺史氏は馬匹生産に関わる河内国安宿郡資母郷（大阪府柏原市）を本貫地とする渡来系豪族で、広足の甲斐守任官の背景。甲斐国では、広足以降の甲斐国司に馬史比奈麻呂や山口忌寸沙弥麻呂や坂上大忌苅田麻呂らの渡来系氏族出自の甲斐国司がおり、馬史比奈麻呂は田辺史氏と同じく馬匹生産に関わる馬史氏の出自である。
- 丹比間人乙万呂（天平10年4月か、『正倉院文書』）
- 馬史比奈麻呂（天平13年12月10日、『続日本紀』以下も同じ）
- 山口忌沙弥麻呂（天平宝字5年10月1日）
- 坂上大忌苅田麻呂（天平宝字8年10月20日）
- 豊国真人秋篠（宝亀元年9月16日）
- 粟田朝臣鷹守（宝亀3年4月20日）
- 山上朝臣船主（宝亀9年3月10日）
- 藤原朝臣内麻呂（延暦元年閏正月17日）
- 紀朝臣豊庭（延暦3年4月30日）
- 大伴王（延暦8年3月16日）
- 橘朝臣安麻呂（延暦10年7月4日

#### 平安以降
- 藤原内麻呂（782年〈天応2年〉- ?）従五位下
- 文室秋津（817年〈弘仁8年〉- ?）従五位下
- 源頼信（1029年〈長元2年〉- 1032年〈長元5年〉2月8日）従四位下

### 守護

#### 鎌倉幕府
- ? - 元徳3年/元弘元年（1331年） ： 武田三郎（政義？）

#### 室町幕府
- 光明3年/延元元年（1336年） - ? ： 武田政義
- 観応2年/正平6年（1351年） - 延文4年/正平14年（1359年）？ ： 武田信武
- 延文4年/正平14年（1359年） - 応安元年/正平23年（1368年） ： 武田信成[注釈 1]
- 応安6年/文中2年（1373年） - 至徳2年/元中2年（1385年） ： 武田信春
- ？ - 応永24年（1417年） - 武田信満
- 応永25年（1418年）- 応永26年（1419年） ： 武田信元
- 応永30年（1423年）- 宝徳2年（1450年） ： 武田信重
- 宝徳2年（1450年）- 康正元年（1455年） ： 武田信守
- 康正元年（1455年）- 文正元年（1466年） ： 武田信昌
- 明応3年（1494年）- 永正4年（1507年） ： 武田信縄
- 永正4年（1507年）- 天文10年（1541年） ： 武田信虎
- 天文10年（1541年）- 天正元年（1573年） ： 武田晴信（信玄）

### 戦国時代

#### 戦国大名
- 武田氏 ： 武田信玄の全盛期には、甲斐一国のほか、信濃、駿河、西上野、遠江・三河・東美濃・飛騨・越中の一部を領した。元亀4年（1573年）、武田勝頼が武田氏を継ぐ。天正10年（1582年）、織田信長の侵攻により、戦国大名武田氏が滅亡。
  - 小山田氏 ： 甲斐東部の郡内地方を領した国人領主。1582年滅亡。
  - 穴山氏 ： 武田氏庶流にあたり、河内地方（現在の西八代郡、南巨摩郡一体）を領した国人領主。宗家滅亡後も徳川氏麾下の大名として残った

#### 織豊政権の大名
- 穴山梅雪・勝千代 ： 河内下山（巨摩郡）、1582年 - 1587年。武田氏の庶流であるが、信長侵攻の際に信長方に加担し、本領を安堵された。1587年、勝千代が16歳で死亡し断絶。徳川家康は五男の松平信吉に穴山氏の名跡を継承させ、武田七郎信義と名乗らせたが、1603年無嗣断絶となった。
- 河尻秀隆 ： 梅雪の河内領を除く甲斐一国と信濃諏訪領22万石、1582年 - 1582年。本能寺の変の後の国人一揆に巻き込まれて死亡。
- 徳川家康 ： 1582年 - 1590年。本能寺の変の後発生した天正壬午の乱に勝利し、甲斐を自領とした。1590年、江戸に移封
  - 鳥居元忠 ： 谷村城、1582年 - 1590年（家康の関東移封に伴い、下総矢作4万石に移封）
- 豊臣秀勝 ： 甲斐・信濃2カ国、1590年 - 1591年（美濃移封）
- 加藤光泰 ： 甲斐一国24万石（甲府城）、1591年 - 1593年（朝鮮出兵中に死亡。嫡子の加藤貞泰は美濃黒野に移封）
- 浅野長政・幸長 ： 甲斐一国21万5千石（甲府城）、1593年 - 1600年（関ヶ原の戦い後、紀州藩37万6千石に移封）

### 武家官位としての甲斐守
- 武田信武 安芸守護・甲斐守護
- 小早川実義甲斐守
- 日高守喜
- 毛利広包
- 荒川義広
- 速水守久

#### 江戸時代
- 筑前国秋月藩主家黒田氏
  - 黒田長興 従五位下 筑前国秋月藩第初代藩主。
  - 黒田長重 従五位下 筑前国秋月藩第2代藩主。
  - 黒田長貞 従五位下 筑前国秋月藩第4代藩主。
  - 黒田長邦 従五位下 筑前国秋月藩第5代藩主。
  - 黒田長恵 従五位下 筑前国秋月藩第6代藩主。
  - 黒田長舒 従五位下 筑前国秋月藩第8代藩主。
  - 黒田長韶 従五位下 筑前国秋月藩第9代藩主。
  - 黒田長義 従五位下 筑前国秋月藩第11代藩主。
  - 黒田長徳 従五位下 筑前国秋月藩第12代藩主。
- 長門国長府藩主家毛利氏
  - 毛利秀元
  - 毛利綱元
  - 毛利匡広
  - 毛利匡敬（のち重就）
  - 毛利匡芳
  - 毛利元義
  - 毛利元運
- その他
  - 黒田長政（1589年- 1603年〈慶長8年〉）従五位下 筑前福岡藩初代藩主。
  - 松平忠良 従五位下 美濃大垣藩初代藩主。
  - 南部利義 従四位下 陸奥国盛岡藩主
  - 山崎家治 従五位下
  - 立花種吉 従五位下 旗本 幕府小姓
  - 徳山貞明 従五位下 旗本 幕府小姓、徒頭、御先手鉄砲頭